# Табор (футбольний клуб)
Футбольний клуб «Табор» (Сежана) (словен. Nogometni klub Tabor Sežana) — словенський футбольний клуб з міста Сежана, заснований 1923 року.

## Історія
Клуб був заснований в 1923 році і тривалий час виступав у нижчих лігах Югославії, а потім Словенії. У головній лізі Словенії, Першій лізі, клуб дебютував у сезоні 2000/01, але зайняв останнє місце і знову вилетів з еліти..
За підсумками сезону 2018/19 зайняв у Другій лізі друге місце, обігравши старожила вищого дивізіону «Горицюу» у перехідних матчах — 2:1 та 0:0, і після тривалої перерви повернувся у Першу лігу.

## Досягнення
- Друга ліга Словенії

2-е місце (1): 1999/00
- Третя ліга Словенії

Переможець (1): 1997/98
2-е місце (3): 1994/95, 1996/97, 2002/03
- Четверта ліга Словенії

Переможець (1): 2007/08
2-е місце (1): 2011/12
Кубок
- Республіканський кубок

Фіналіст (1): 1975/76